# ロヴェッロ・ポッロ
ロヴェッロ・ポッロ（イタリア語: Rovello Porro）は、イタリア共和国ロンバルディア州コモ県にある、人口約6,200人の基礎自治体（コムーネ）。

## 地理

### 位置・広がり
コモ県南西部のコムーネ。県都コモから南南西へ18km、州都ミラノから北北西へ24kmの距離にある。

#### 隣接コムーネ
隣接するコムーネは以下の通り。MBはモンツァ・エ・ブリアンツァ県、VAはヴァレーゼ県所属。
- ロマッツォ - 北
- ロヴェッラスカ - 北
- ミジント (MB) - 北東
- コリアーテ (MB) - 南東
- サロンノ (VA) - 南
- ジェレンツァーノ (VA) - 南西
- トゥラーテ - 西

### 地形・地勢
- 河川：ルーラ川 (it:Lura (fiume))

### 地震分類
イタリアの地震リスク階級 (it) では、4 に分類される
。

## 交通

### 鉄道
- サロンノ＝コモ線 (it:Ferrovia Saronno-Como) 
  - ロヴェッロ・ポッロ駅 (it:Stazione di Rovello Porro)